# Kanton Mauron
Kanton Mauron (francouzsky Canton de Mauron) je francouzský kanton v departementu Morbihan v regionu Bretaň. Tvoří ho sedm obcí.

## Obce kantonu
- Brignac
- Concoret
- Mauron
- Néant-sur-Yvel
- Saint-Brieuc-de-Mauron
- Saint-Léry
- Tréhorenteuc